# Ottawa Senators

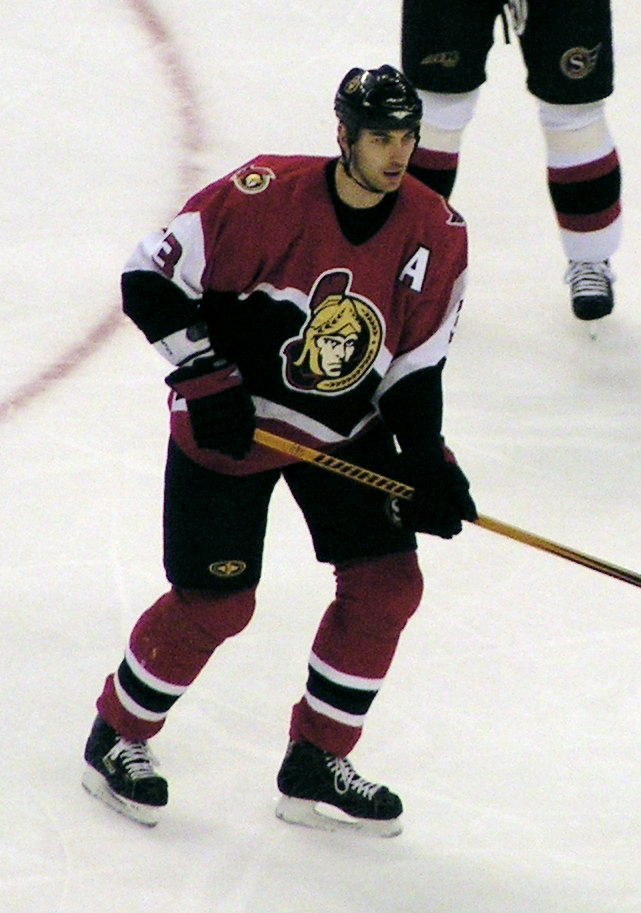
Zdeno Chara in actie

De Ottawa Senators is een ijshockeyclub, actief in de National Hockey League en speelt in Ottawa, Ontario, Canada in het Canadian Tire Centre. Het team is actief sinds 1992, maar was ook actief van 1901 tot 1934

## Geschiedenis
De Ottawa Senators was een van de vijf teams dat betrokken was bij de oprichting van de National Hockey League in 1917, waarna het uitgroeide tot misschien wel het sterkste ijshockeyteam uit die tijd met elf Stanley Cup-overwinningen. In 1934 verhuisde het team naar Saint Louis, Missouri maar een jaar later werd het opgeheven. De eerste paar jaar heette het team de Ottawa Silver Seven.

### Terugkeer
In 1990 kreeg Ottawa een uitbreidingsteam van de National Hockey League toegewezen, waardoor de Ottawa Senators samen met de Tampa Bay Lightning in 1992 de NHL gingen versterken. Het gezicht van de nieuwe franchise werd Frank Finnigan, de laatste nog levende oorspronkelijke Senator. Tragisch genoeg overleed Finnigan vlak voor de eerste wedstrijd van de nieuwe Senators, die overigens gewonnen werd van de Montreal Canadiens, de Stanley Cuphouders van dat seizoen. Het eerste seizoen verliep zwaar teleurstellend met slechts tien overwinningen (en 74 verliespartijen). Ook het stadion voldeed niet aan de verwachtingen, aangezien het erg afgelegen lag. In 1996 verhuisde ze naar een buitenwijk van Ottawa en gingen verder in het huidige onderkomen, Scotiabank Place. Het nieuwe stadion bleek een metafoor voor de franchise, aangezien het team sindsdien opmerkelijk beter ging spelen, datzelfde seizoen nog won Daniel Alfredsson de Calder Memorial Trophy voor beste rookie, terwijl hij pas als 133ste(!) werd gekozen. Het seizoen daarna, 1996/97, haalde de Senators voor de eerste keer de Stanley Cup play-offs, waarna ze na de eerste ronde al afscheid konden nemen. Sindsdien heeft de Ottawa Senators altijd de play-offs gehaald. In 2003 was de franchise dicht bij een faillissement, maar dankzij noodmaatregelen van de NHL zelf, konden ze dat seizoen verderspelen en niet zonder succes: het team eindigde als eerste in de reguliere competitie en won de Presidents' Trophy. In de play-offs kwamen ze niet verder dan de Conference finale toen ze verloren van de latere Stanley Cup winnaar New Jersey Devils. Het jaar daarna konden ze geen vervolg geven aan het succesvolle 2002/03 seizoen, toen ze voor de vierde keer in haar geschiedenis werd uitgeschakeld door de Toronto Maple Leafs. Onder andere hierdoor is de rivaliteit tussen de Senators en de Maple Leafs een van de heftigste in de NHL. Na het seizoen 2005/06, uitgeschakeld in de tweede ronde, verlieten de twee sterspelers Dominik Hašek en Zdeno Chara Ottawa, waardoor het team sterk verzwakt is geworden. Toch bereikte de Ottawa Senators in seizoen 06/07 de finale van de play-offs, die ze verloren van de Anaheim Ducks.

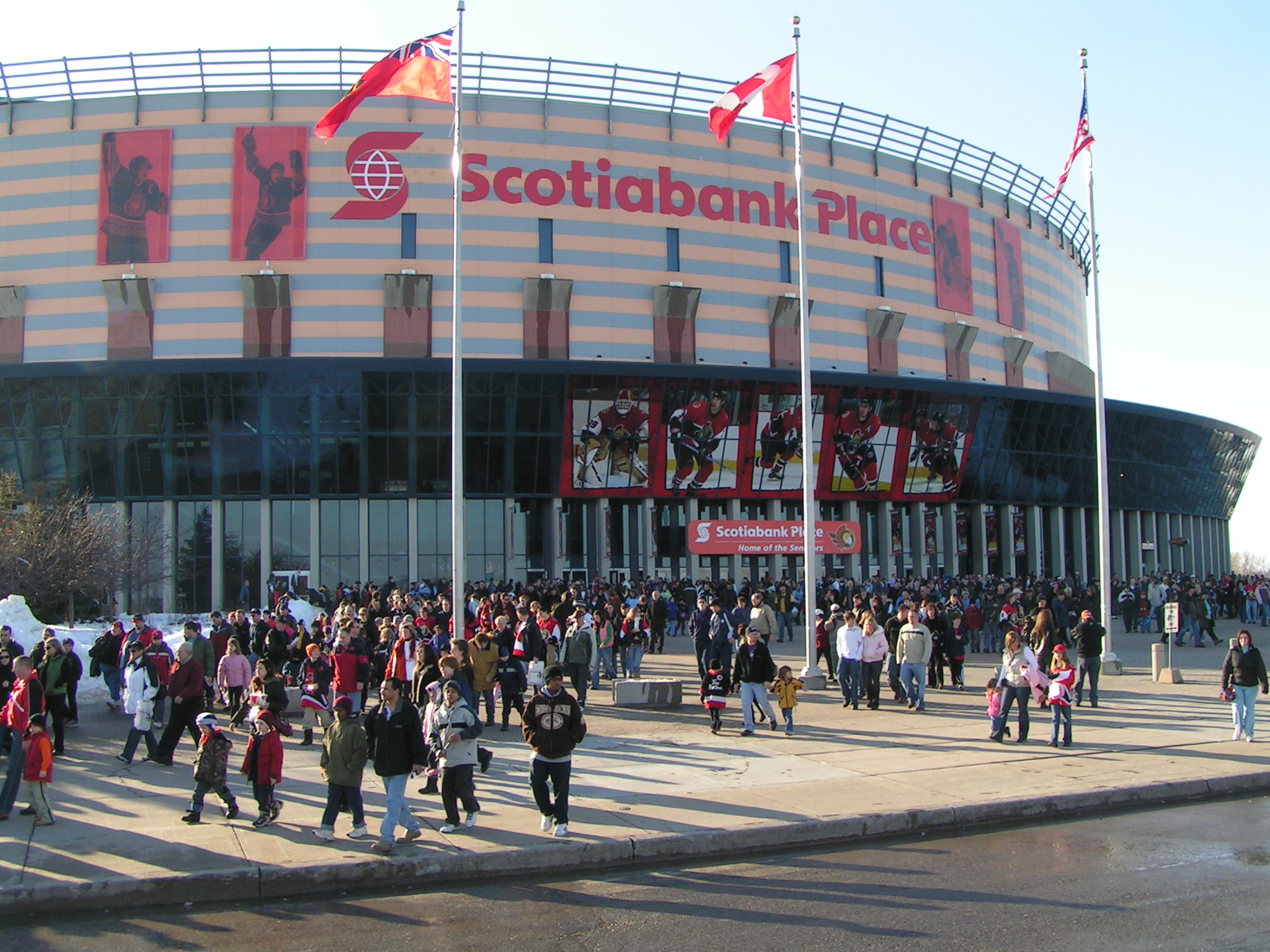
Scotiabank Place

## Prijzen

### Huidige franchise
- 2003 - Presidents' Trophy
- 2007 - Prince of Wales Trophy

### Vroegere franchise
Elf Stanley Cups: 1903, 1904, 1905, 1906, 1909, 1910, 1911, 1920, 1921, 1923 en 1927.

## Play-off optreden
- 2016 - play-offs niet gehaald
- 2015 - eerste ronde (Montreal Canadiens)
- 2014 - play-offs niet gehaald
- 2013 - tweede ronde (Pittsburgh Penguins)
- 2012 - eerste ronde (New York Rangers)
- 2011 - play-offs niet gehaald
- 2010 - eerste ronde (Pittsburgh Penguins)
- 2009 - play-offs niet gehaald
- 2008 - eerste ronde (Pittsburgh Penguins)
- 2007 - finale (Anaheim Ducks)
- 2006 - tweede ronde (Buffalo Sabres)
- 2004 - eerste ronde (Toronto Maple Leafs)
- 2003 - derde ronde (New Jersey Devils)
- 2002 - tweede ronde (Toronto Maple Leafs)
- 2001 - eerste ronde (Toronto Maple Leafs)
- 2000 - eerste ronde (Toronto Maple Leafs)
- 1999 - eerste ronde (Buffalo Sabres)
- 1998 - tweede ronde (Washington Capitals)
- 1997 - eerste ronde (Buffalo Sabres)
- 1996 - play-offs niet gehaald
- 1995 - play-offs niet gehaald
- 1994 - play-offs niet gehaald
- 1993 - play-offs niet gehaald

## Spelers

### Huidige selectie
Bijgewerkt tot 7 mei 2023 
| #  | Naam              | Nationaliteit    | Pos. |
| -- | ----------------- | ---------------- | ---- |
| 19 | Drake Batherson   | Verenigde Staten | RW   |
| 61 | Derick Brassard   | Canada           | C    |
| 38 | Patrick Brown     | Verenigde Staten | C    |
| 12 | Alex DeBrincat    | Verenigde Staten | LW   |
| 27 | Dylan Gambrell    | Verenigde Staten | C    |
| 77 | Julien Gauthier   | Canada           | RW   |
| 28 | Claude Giroux (A) | Canada           | RW   |
| 21 | Mathieu Joseph    | Canada           | RW   |
| 47 | Mark Kastelic     | Verenigde Staten | C    |
| 45 | Parker Kelly      | Canada           | LW   |
| 9  | Josh Norris       | Verenigde Staten | C    |
| 12 | Shane Pinto       | Verenigde Staten | C    |
| 18 | Tim Stützle       | Duitsland        | LW   |
| 7  | Brady Tkachuk (C) | Verenigde Staten | LW   |
| 16 | Austin Watson     | Verenigde Staten | LW   |
| 26 | Erik Brannstrom   | Zweden           | D    |
| 72 | Thomas Chabot     | Canada           | D    |
| 6  | Jakob Chychrun    | Canada           | D    |
| 23 | Travis Hamonic    | Canada           | D    |
| 5  | Nick Holden       | Canada           | D    |
| 43 | Tyler Kleven      | Verenigde Staten | D    |
| 85 | Jake Sanderson    | Verenigde Staten | D    |
| 2  | Artem Zub         | Rusland          | D    |
| 31 | Anton Forsberg    | Zweden           | GK   |
| 33 | Cam Talbot        | Canada           | GK   |

### Bekende (ex-) spelers
- Daniel Alfredsson
- Dominik Hašek
- Zdeno Chara
- Dany Heatley
- Jason Spezza
- Aleksej Kovaljov
- Marian Hossa

### Teruggetrokken nummers
- 8 - Frank Finnigan (1923-1931 en 1932-1934)
- 99 - Wayne Gretzky (verboden te dragen in de gehele NHL)